# Fridolf Wijnbladh (militär)
Lars Johan Fridolf Wijnbladh, född den 28 juni 1900 i Luleå, död den 31 maj 1962 i Gävle, var en svensk militär. Han var son till bankdirektör Fridolf Wijnbladh.
Wijnbladh blev fänrik i Dalregementet 1922, underlöjtnant vid regementet 1924 och löjtnant där 1926. Efter att ha genomgått Gymnastiska centralinstitutet 1926–1928 och Krigshögskolan 1929–1931 tjänstgjorde han i flygstaben 1931–1932 och blev kapten i generalstaben 1935. Wijnbladh var generalstabsofficer i III. militärområdet 1935–1937 och tjänstgjorde i försvarsstaben 1937–1940.  Han var lärare vid Flygkrigshögskolan 1939–1940 och militärattaché i Oslo 1940. Som major var Wijnbladh lärare vid Krigshögskolan 1941–1944. Han övergick 1944 till generalstabskåren och 1945 till Svea livgarde, där han blev överstelöjtnant samma år. Som sådan fick Wijnbladh transport till Livregementets grenadjärer 1946, varefter han var inskrivningschef i Örebro inskrivningsområde 1948–1951. Han blev överste i II. militärområdets reserv 1952. Wijnbladh var befälhavare i Gävle försvarsområde 1952–1957. Han publicerade uppsatser i facktidskrifter och var militär medarbetare i dagspressen sedan 1935. Han blev riddare av Svärdsorden 1942. Wijnbladh vilar på Solna kyrkogård.